# کامنسکو
کامنسکو (به بلغاری: Kamensko) یک منطقهٔ مسکونی در بلغارستان است که در استان بورگاس واقع شده‌است.